# Kostas Chatzimichail
Kostas Chatzimichail (en griego: Κώστας Χατζημιχαήλ; 29 de enero de 1932-10 de mayo de 2024) fue un futbolista y entrenador de fútbol griego que jugó en la posición de delantero.

## Carrera

### Jugador
| Periodo   | Club                                |
| --------- | ----------------------------------- |
| 1956–1959 | AEK Athens FC                       |
| 1959–1960 | Egaleo FC                           |
| 1960–1967 | Prasina Poulia (jugador-entrenador) |

### Entrenador
| Periodo   | Club               |
| --------- | ------------------ |
| 1967–1971 | AEK Athens Academy |
| 1973      | AEK Athens FC      |
| 1973–1975 | AEK Athens Academy |
| 1974      | AEK Athens FC      |
| 1975-1976 | Doxa Drama         |
| 1978-1979 | Doxa Drama         |
| 1979-1980 | Veria FC           |
| 1980      | Armada de Grecia   |
| 1980      | Kalamata FC        |
| 1980      | Niki Volos FC      |
| 1981-1983 | Doxa Drama         |
| 1983-1984 | Kavala FC          |
| 1985      | Pierikos           |

## Logros

### Jugador
- Athens FCA Championship (1): 1959/60
- Messinia F.C.A. Regional Championship (1): 1960/61

### Entrenador
- Beta Ethniki (1): 1978/79